# Videopac G7000
De Videopac G7000 is een spelcomputer die door Philips in 1978 op de markt werd gebracht.
Net als concurrerende systemen, waarvan de Atari 2600 het belangrijkste was, bestond het Videopac-systeem uit een spelcomputer en losse cartridges met daarop de spellen. De spelcomputer werd aangesloten op de televisie, al waren er ook varianten verkrijgbaar met een ingebouwd zwart-witbeeldscherm, de N60 en G7200. Een bijzonderheid van de Videopac was dat deze als enige spelcomputer een toetsenbord had. Mede hierom prees Philips het toestel aan als de meest geavanceerde spelcomputer. De beeldkwaliteit van de spellen bleef echter achter bij die van concurrerende systemen. Bovendien was het aantal beschikbare spellen in vergelijking met andere systemen erg beperkt. Zo werden voor de Videopac ongeveer zestig spellen uitgegeven, terwijl voor de Atari 2600 meer dan 450 games verschenen. Met een aangepaste versie, de Videopac+ G7400, probeerde Philips zijn marktaandeel te behouden.
Videopac werd onder andere namen ook in een aantal andere landen uitgebracht, zoals Radiola Jet 25 in Frankrijk en Magnavox Odyssey 2 in de Verenigde Staten.

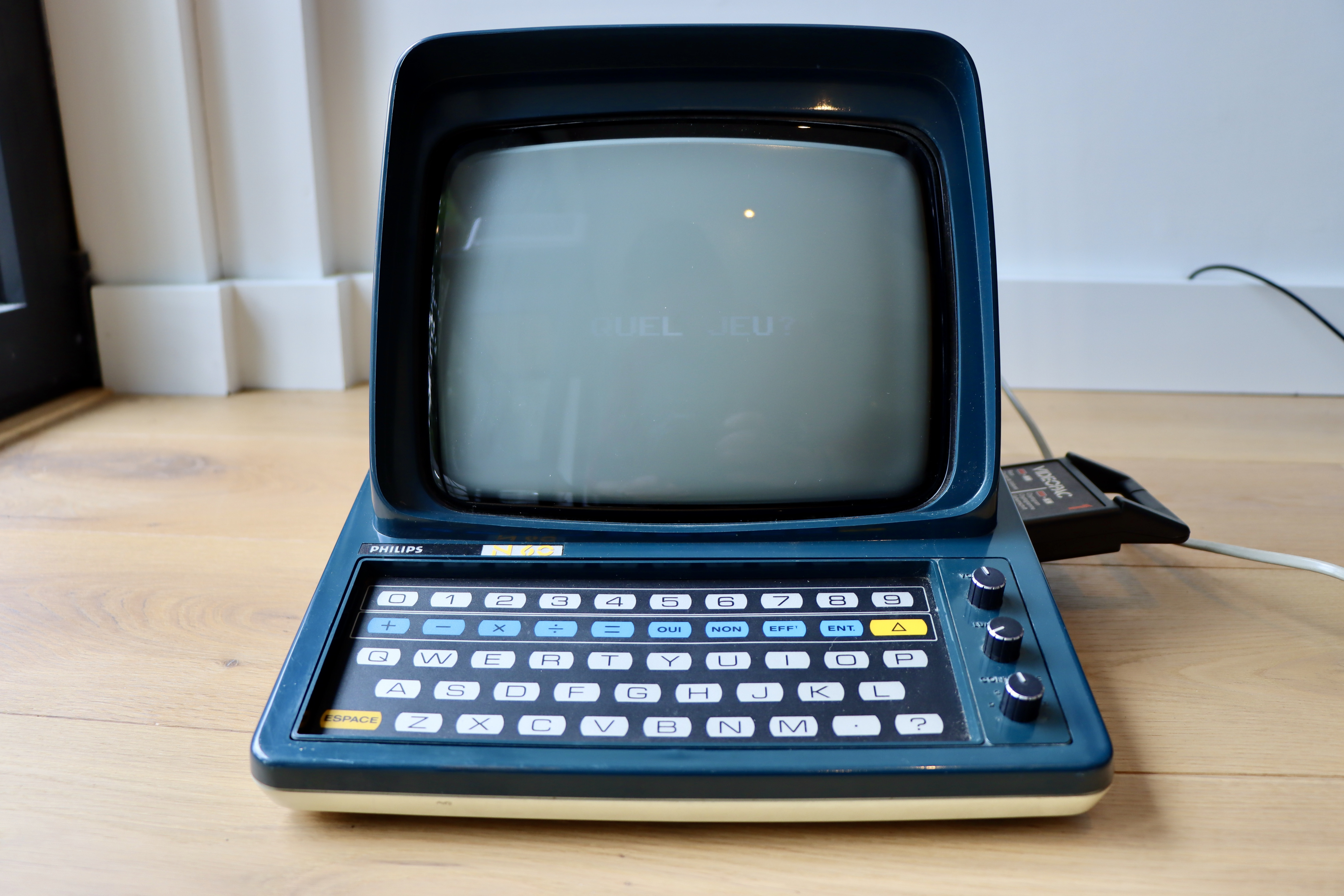
Videopac N60 met ingebouwd beeldscherm (Frans model). Een van de zeldzaamste versies van de Philips Videopac.

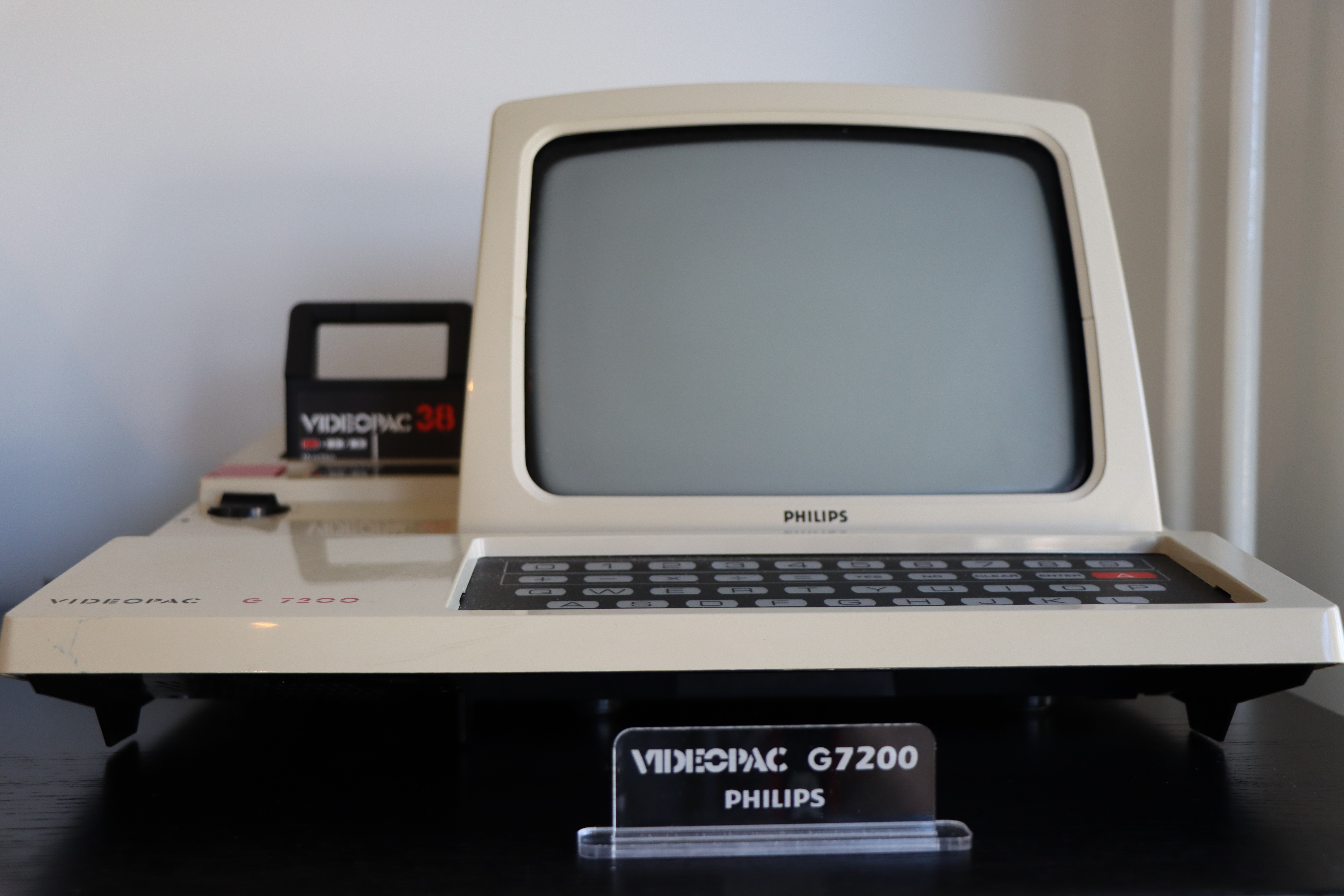
Videopac G7200. Eveneens een zeldzame versie van de Videopac met ingebouwd beeldscherm.

Spelcomputers · Draagbare spelcomputers (Lijst van draagbare spelcomputers)